# Quagmire’s Dad
Quagmire’s Dad («Папаша Куагмира») — восемнадцатая серия восьмого сезона мультсериала «Гриффины». Премьерный показ состоялся 9 мая 2010 года на канале FOX.

## Сюжет
Гленн Куагмир знакомит Питера и Джо со своим отцом — Дэном, лейтенантом ВМС США. Питер и Джо поначалу принимают Дэна за гомосексуала, но Гленн пытается их в этом разубедить. Вскоре оказывается, что его отец — женщина в теле мужчины. На следующий день Питер сопровождает Гленна на операцию по коррекции пола Дэна, и Дэн становится привлекательной блондинкой по имени Ида (Ida).
Гленн и Ида приходят к Гриффинам на ужин, но там никто не принимает новоиспечённую женщину. Ужин заканчивается скандалом. Опечаленная Ида отправляется искать утешения в алкоголе в бар.
Тем временем Брайан возвращается из Нью-Хэйвена, куда ездил на несколько дней на семинар, посвящённый интернет-технологиям и писательской деятельности, и в гостиничном баре знакомится с привлекательной девушкой Идой, с которой и занимается сексом. Чуть позже он делится своим успехом с Питером и Лоис, показывая им фото, на котором они узнают бывшего отца Куагмира. Супруги хохочут. Брайан поначалу не понимает такой реакции, но вскоре Стьюи объясняет ему, что Ида — это Дэн Куагмир, что вызывает дикое отвращение у Брайана.
Понемногу отношения Гленна и Иды налаживаются, та говорит, что нашла себе сексуального партнёра. Узнав, кто это, Гленн врывается в дом Гриффинов и избивает Брайана. Последние слова Брайана перед тем, как он хлопает дверью, — «Имел я твоего папашу» (I fucked your dad).

## Создание
Автор сценария: Том Деванни
Режиссёр: Пит Майклс
Композитор: Рон Джоунс
Приглашённые знаменитости: Вэлли Уингерт

## Премьерный показ
Премьеру эпизода посмотрели 7,222 млн зрителей. Для сравнения: в тот же вечер на том же канале премьеру «Симпсонов» (Moe Letter Blues) посмотрели 5,660 млн человек, «Шоу Кливленда» (Brown History Month) — 5,280 млн зрителей, «Американского папаши» (An Incident at Owl Creek) — 5,753 млн человек.

## Критика
Регулярные критики мультсериала IGN, англ. TV Squad и англ. A.V. Club приняли эпизод положительно, отметив качественно прописанные сцены между Куагмиром и его отцом; «золотую жилу» для сатиры, найденную создателями мультфильма; сцены с Брайаном.
В то же время эпизод резко негативно воспринял Альянс геев и лесбиянок против диффамации (GLAAD), в частности, за некорректный показ трансгендерности, за едкие фразы Питера и Лоис и за то, что Брайана стошнило, когда он узнал, что Ида — бывший мужчина. Интересно, что в январе 2010 года создатель «Гриффинов» Сет Макфарлейн общался с представителями ЛГБТ-сайта AfterElton.com, обсуждая готовящийся к выходу через несколько месяцев эпизод «Quagmire’s Dad». Тогда он сказал: «Меня всегда расстраивало то, что гей-сообщество не очень любит наш сериал. Я хочу, чтобы они знали: мы на их стороне. Я могу твёрдо заявить: сообщество транссексуалов будет очень, очень довольно эпизодом про Куагмира, который выйдет через несколько месяцев. Наверняка он станет самым симпатичным изображением транссексуала на телевидении».
Немедленно после выхода эпизода GLAAD решил подать в суд на компанию FOX.